# Manazashi
Manazashi (jap. まなざし) – czterdziesty ósmy singel południowokoreańskiego zespołu TVXQ, wydany w Japonii 22 stycznia 2020  roku przez Avex Trax. Został wydany w trzech edycjach: regularnej CD, limitowanej CD+Photobook oraz „Bigeast”. Osiągnął 3 pozycję w rankingu Oricon i pozostał na liście przez 9 tygodni, sprzedał się w nakładzie 66 728 egzemplarzy w Japonii.

## Lista utworów
| CD | CD                                       | CD               | CD                 | CD               | CD      |
| Nr | Tytuł utworu                             | Tekst            | Kompozycja         | Aranżacja        | Długość |
| -- | ---------------------------------------- | ---------------- | ------------------ | ---------------- | ------- |
| 1. | „Manazashi” (jap. まなざし)              | Tsukiko Nakamura | Tsukiko Nakamura   | Akihisa Matsuura | 4:10    |
| 2. | „Your Song”                              | Tsukiko Nakamura | Katsuhiko Yamamoto | Akihisa Matsuura | 4:45    |
| 3. | „Manazashi” (jap. まなざし) (Less Vocal) | Tsukiko Nakamura | Tsukiko Nakamura   | Akihisa Matsuura | 4:10    |
| 4. | „Your Song” (Less Vocal)                 | Tsukiko Nakamura | Katsuhiko Yamamoto | Akihisa Matsuura | 4:45    |

## Notowania
| Lista                             | Pozycja |
| --------------------------------- | ------- |
| Oricon Weekly Singles Chart       | 3       |
| Oricon Yearly Singles Chart       | 55      |
| Billboard Japan Hot 100           | 6       |
| Billboard Japan Top Singles Sales | 4       |